# Klaus Matischak
Klaus Matischak (ur. 24 października 1938 w Bottrop) – niemiecki piłkarz grający na pozycji środkowego napastnika, menedżer.

## Kariera piłkarska

### Wczesna kariera
Klaus Matischak karierę piłkarską rozpoczął w juniorach Gronau 09. Następnie w 1955 roku pdopisał profesjonalny kontrakt z klubem 2. Oberligi niemieckiej – VfB Bottrop, którego trenerem był Willi Multhaup. W sezonie 1955/1956 rozegrał 23 mecze ligowe, w których zdobył 5 goli, a klub zakończył rozgrywki ligowe na 3. miejscu, a w sezonie 1956/1957 rozegrał zaledwie 17 meczów, w których zdobył 4 gole. W sezonie 1957/1958 pod wodzą nowego trenera klubu – Franza Linkena rozegrał 28 meczów ligowych, w których zdobył 22 gole. Po sezonie 1957/1958 odszedł z klubu.
25 czerwca 1958 roku wraz z amatorską drużyną Dolnego Renu zdobył Länderpokal po wygraniu 2:0 w finale amatorskiej drużyny Dolnej Saksonii rozegranym w Hanowerze, w którym Matischak zdobył gola.
Następnie został zawodnikiem mistrza Oberligi południowej – SC Karlsruher, w którym był dublerem Heinza Becka oraz z którego odszedł po sezonie 1959/1960 (rozegrał w nim zaledwie 5 meczów oraz zdobył 3 gole). Następnie w latach 1960–1962 reprezentował barwy FK Pirmasens, w którym rozegrał 44 mecze ligowe, w których zdobył 42 gole, dzięki czemu Matischak zsotał zauważony przez trenera Viktorii Kolonia – Hennesa Weisweilera, który sprowadził Matischaka do klubu, w którym w sezonie 1962/1963 rozegrał 25 meczów, w których zdobył 17 goli.

### Schalke Gelsenkirchen
Po sezonie 1962/1963 Viktoria Kolonia nie dostała się nowo utworzonej Bundesligi, w związku z czym Matischak odszedł z klubu i podpisał kontrakt z Schalke Gelsenkirchen, w którym kluczowymi zawodnikami wówczas byli: Reinhard Libuda, Hans Nowak oraz Willi Schulz. W sezonie 1963/1964 z 18 golami został najlepszym strzelcem Królewsko-Niebieskich, którzy pod wodzą trenera – Georga Gawliczka oraz Fritza Langera (prowadził drużynę w trzech ostatnich meczach sezonu) zakończyli rozgrywki ligowe na 8. miejscu, a Matischak po jego zakończeniu z powodów finansowych klubu odszedł do Werderu Brema.

### Werder Brema
Następnie Matischak został zawodnikiem Werderu Brema, którego trenerem był Willi Multhaup, który oprócz Matischaka ściągnął do klubu obrońców: Horsta-Dietera Höttgesa i Heinza Steinmanna oraz w którym Matischak był wraz z Maxem Lorenzem kluczowych napastników Zielono-Białych. W sezonie 1964/1965 z powodu licznych kontuzji rozegrał zaledwie 19 meczów, w których zdobył 12 goli (w tym 2 gole 10 października 1964 roku z wygranym 2:1 meczu wyjazdowym z Hannoverem 96) oraz zdobył z klubem mistrzostwo Niemiec. Ostatni mecz w Bundeslidze rozegrał 11 marca 1967 roku w przegranym 1:0 meczu wyjazdowym z Bayernem Monachium. Po sezonie 1966/1967 w wieku zaledwie 28 lat z powodu ciąłych kontuzji z kolanem zakończył piłkarską karierę. Łącznie w Bundeslidze rozegrał 64 mecze, w których zdobył 38 goli.

## Kariera reprezentacyjna
Klaus Matischak w latach 1957–1958 rozegrał 3 mecze oraz zdobył 4 gole w amatorskiej reprezentacji RFN, w której debiut zaliczył 12 października 1957 roku z wygranym 3:2 meczu towarzyskim z amatorską reprezentacją Anglii. Otrzymał również od selekcjonera reprezentacji RFN B – Güntera Sawitzkiego powołąnie na mecz towarzyski z reprezentacją Węgier, który został rozegrany 21 grudnia 1957 roku na Eintracht-Stadion w Brunszwiku i zakończył się remisem 2:2, lecz Matischak w tym meczu nie zagrał.

## Statystyki

### Reprezentacyjne
| Reprezentacja  | Rok     | Mecze | Gole |
| -------------- | ------- | ----- | ---- |
| RFN (amatorzy) | 1957    | 1     | 1    |
| RFN (amatorzy) | 1958    | 2     | 3    |
| Łącznie        | Łącznie | 3     | 4    |

## Sukcesy
Werder Brema
- Mistrzostwo Niemiec: 1965

Dolny Ren
- Länderpokal: 1958

## Po zakończeniu kariery
Klaus Matischak po zakończeniu kariery był w sezonie 1976/1977 menedżerem finansowym Werderu Brema, w którym współpracował wraz z Rudim Assauerem.

## Życie prywatne
Klaus Matischak obecnie mieszka w Nowym Jorku.